# Nerola
Nerola ist eine Gemeinde in der Metropolitanstadt Rom in der italienischen Region Latium mit 1906 Einwohnern (Stand 31. Dezember 2023). Sie liegt 54 Kilometer nordöstlich von Rom.

## Geographie
Nerola liegt in den Monti Sabini. Es ist Mitglied der Comunità Montana Monti Sabini e Tiburtini.

## Bevölkerung
| Jahr | Bevölkerung |
| ---- | ----------- |
| 1871 | 0877        |
| 1901 | 1379        |
| 1921 | 1715        |
| 1951 | 1688        |
| 1971 | 1352        |
| 1991 | 1380        |
| 2001 | 1419        |

## Politik
Sabina Granieri (Lista Civica: Con Nerola Nel Cuore) wurde im Mai 2007 zur Bürgermeisterin gewählt. Am 11. Juni 2017 wurde sie wiedergewählt.

## Sehenswürdigkeiten
- Das Castello Orsini war lange Zeit vernachlässigt, wurde aber schließlich vollständig restauriert. Es ist eine der ansehnlichsten Festungen in Lazio. Heute dient es als Luxushotel.